# Сусваль Петро Остапович
Петро́ Оста́пович Сусва́ль (1990—2014) — солдат 51-ї окремої механізованої бригади Збройних сил України, учасник російсько-української війни.

## Біографія
Народився Петро Сусваль 26 грудня 1990 року в селі Жовтневе Володимир-Волинського району. Закінчив Оваднівський професійний ліцей, пізніше служив за контрактом у 51-й механізованій бригаді. На початку квітня мобілізований до лав Збройних сил. Разом із іншими бійцями бригади брав участь у відсічі збройній агресії Росії. Під час боїв за Савур-Могилу 24 серпня зазнав важкого поранення. Так і не опритомнівши, за 9 днів, воїн помер 2 вересня 2014 року у Дніпропетровському госпіталі. Після отриманої звістки про загибель сина (яку жінці повідомили терористи по телефону), у матері стався інсульт.
Удома у загиблого бійця залишились батьки, які обидва є інвалідами І групи, а також двоє братів та три сестри. Із усіх дітей Петро був наймолодшим. З коханою дівчиною встиг лише заручитися, планували одружитися після Пасхи у 2014 році, але всі плани нареченим перебила війна.
Похований Петро Сусваль на кладовищі у рідному селі Жовтневе.

## Нагороди та вшанування
- 4 червня 2015 року — за особисту мужність і героїзм, виявлені у захисті державного суверенітету та територіальної цілісності України, вірність військовій присязі під час російсько-української війни, відзначений — нагороджений орденом «За мужність» III ступеня (посмертно)[4].
- 19 травня 2016 року постановою Верховної Ради України рідне село Петра Сусваля Жовтневе перейменовано на Сусваль[5] на честь загиблого під час війни на сході України жителя села Петра Сусваля.[6]
- Рішенням Волинської обласної ради № 31/3 від 10 вересня 2020 року присвоєно звання «Почесний громадянин Волині» (посмертно)[7][8].
- Його портрет розміщений на меморіалі «Стіна пам'яті полеглих за Україну» у Києві: секція 4, ряд 7, місце 2
- Вшановується в меморіальному комплексі «Зала пам'яті», в щоденному ранковому церемоніалі 2 вересня[9]